# Aqif Rakipi
Aqif Rakipi (ur. 1 kwietnia 1964) – poseł do Zgromadzenia Albanii z ramienia Partii na rzecz Sprawiedliwości, Integracji i Jedności w latach 2013–2018.

## Życiorys
W wyniku wyborów parlamentarnych w Albanii w 2013 i 2017 uzyskał mandat posła do Zgromadzenia Albanii z ramienia Partii na rzecz Sprawiedliwości, Integracji i Jedności. Następnego roku został pozbawiony tej funkcji z powodu składania fałszywych zeznań w sprawie swojej nielegalnej działalności na terenie Włoch.
11 kwietnia 2022 roku Departament Skarbu Stanów Zjednoczonych uznał Rakipiego za persona non grata.

## Życie prywatne
Ma syna Orlando, który w 2021 roku w wyborach parlamentarnych uzyskał mandat posła do Zgromadzenia Albanii z ramienia Socjalistycznej Partii Albanii.